# Kas tõesti
Kas tõesti é o primeiro álbum de estúdio da cantora estoniana Merili Varik, lançado no dia 1 de dezembro de 2012 e produzido por  Mait Vaik e Alar Aigro. O álbum de estreia dela conta com canções que já haviam sido lançadas antes do lançamento deste álbum, como "Sadamas" (lançado em maio de 2012) e "Jää alati mu kätte" (lançado em outubro de 2011 e que atingiu o top 10 das músicas mais ouvidas na Estônia).

## Faixas
1. "Jää alati mu kätte" – 4:08
2. "See linn" – 3:09
3. "Kui tuled on kustu" – 3:02
4. "Sadamas" – 3:40
5. "Võõras" – 2:57
6. "On aeg" (participação de Sõpruse Puiestee) – 4:41
7. "Kas tõesti" – 2:38
8. "Believe" – 3:14